# Monte Loffa
Il Monte Loffa (1.050 m s.l.m.) è una montagna dei Monti Lessini, situata due chilometri a nord ovest del capoluogo del comune di Sant'Anna d'Alfaedo. È importante per la presenza del più importante bacino di scavo della Pietra della Lessinia, per la presenza fra i 72 strati delle cave di un impressionante numeri di fossili, per la presenza umana in tutte le fasi della preistoria e della protostoria, per la presenza della Chiesa di San Giovanni in Loffa, per la pineta e per la presenza di una casa scuola della Diocesi di Verona dell'Azione Cattolica e di una pista da motocross. Il Monte Loffa insieme alle Vezzarde e al Monte San Giovanni formano un bell'altopiano diventando un interessante punto panoramico sul Monte Baldo e sulla Lessinia occidentale.

## La Pietra della Lessinia e i ritrovamenti fossili
La Pietra della Lessinia, chiamata anche Pietra di Prun, è una pietra calcareo-marnosa utilizzata in edilizia. Il giacimento del monte Loffa è formato da 72 strati, e viene sfruttato esclusivamente in cave a cielo aperto. Oltre che in edilizia, la pietra viene utilizzata per la copertura di marciapiedi, specialmente nella città di Verona. Le cave più importanti sono situate nel lato sud del monte. L'architettura della Lessinia si basa in misura forte sull'utilizzo della Pietra: nel passato le strutture portanti degli edifici erano realizzate con pietra, con copertura in lastre; gli interni erano normalmente in legno, ma talvolta si trovava una copertura in lastre del pavimento al piano terra, Alcuni strati di particolare pregio vengono esportati in tutto il mondo. L'abbondanza di pietra, nel passato, ne favoriva l'utilizzo anche nel segnare i confini dei campi.
Sono frequenti i fossili negli strati della Scaglia rossa, strati non presenti in altre parti della Lessinia. Si sono ritrovati rettili marini (mosasauri), pesci, tartarughe (Protosphargis), pescecani (Cretoxyrhina), ammoniti, ricci di mare, oltre a ciottoli che testimoniano la presenza in quel tempo, fra 80 e 90 milioni di anni fa, di terre emerse non lontane. I fossili recuperati sono custoditi prevalentemente nel vicino museo di Sant'Anna d'Alfaedo e al Museo di Storia Naturale di Verona e con una politica di scambio anche in musei stranieri.

## La preistoria e la protostoria
La selce della Lessinia ha sostenuto gli insediamenti preistorici della zona attraverso commerci di cui sono stati trovate tracce nella parte settentrionale dell'Europa, in un arco che va dalla Francia del nord alla Polonia. Sul Monte Loffa e nelle immediate vicinanze all'inizio della dorsale a Sottosengia sono stati trovati numerosi castellieri ed insediamenti umani, il più importante è detto delle Guaite che risiede ancor oggi visibile sul monte Masua a sud di SantAnna d'Alfaedo dopo il bivio stradale tra Cerna e Vaggimal. Tale Castelliere a metri 819 s.l.m. a detta dello studioso Francesco Zorzi dovrebbe essere fondato nell'avanzata media età del Bronzo. Alcuni toponimi locali riprendono spesso il nome della selce, in dialetto locale folenda. Più posti lo riportano e vengono definiti per una ricchezza passata come folendar. L'uso della selce della Lessina è arrivato fino al 1800 in cui veniva usata come acciarino o come parti delle pistole del tempo per incendiare la polvere da sparo.

## La pineta e la casa scuola
La pineta è frutto di una riforestazione della zona di molti anni fa. Il monte, come tutta la Lessinia, è stato bonificato da boschi dopo l'anno 1000 al fine di poterne sfruttare pascoli e seminativi. La ripopolazione della montagna attraverso i Cimbri è andata in questa direzione. All'interno della pineta c'è una casa adibita a ritiri spirituali e campi scuola per i ragazzi e giovani gestita dall'Azione Cattolica di Verona.
Alla sommità del Monte Loffa c'è un monumento dedicato ai caduti in guerra collegato con una scalinata al piazzale della Chiesa di San Giovanni.